# Dendrobates nubeculosus
Dendrobates nubeculosus é uma espécie de anfíbio da família Dendrobatidae.
É endémica da Guiana.
Os seus habitats naturais são: florestas subtropicais ou tropicais húmidas de baixa altitude.